# Ламины
Ламины, относящиеся к IV классу промежуточных филаментов — это фибриллярные белки, обеспечивающие структурную функцию и регуляцию транскрипции в ядре клеток. Ламины взаимодействуют с мембранными белками, чтобы образовать ядерную ламину на внутренней стороне ядерной оболочки. Они задействованы в дезинтеграции и образовании оболочки ядра в ходе митоза, а также в позиционировании ядерных пор.

## Типы А, В и С
В клетках многоклеточных животных существуют ламины А и В типов, которые отличаются по своей длине и по изоэлектрическим точкам.
- Ламины типа А появляются только после гаструляции в дифференцированных тканях и некоторых стволовых клетках. Ламины А и С — продукты гена LMNA.
- Ламины типа В имеются в каждой клетке, один из них имеется во всех клетках в процессе развития. Ламины В1 и В2 — продукты генов LMNB1 и LMNB2 соответственно.
- Ламины типа С имеют тканеспецифичную экспрессию.

## Функции и структура
Эти белки распределяются по двум участкам ядерного компартмента: 1) ядерная ламина — белковый структурный слой, лежащий на внутренней поверхности оболочки ядра; 2) по всему объему кариоплазмы (ядерного вещества) — так называемая кариоплазматическая «вуаль».
Сравнение ламинов с другими белками промежуточных филаментов показало, что ламины имеют 42 дополнительных аминокислотных остатка в пределах спирали 1b.
С-терминальный домен имеет сигнал ядерной локализации (NLS), иммуноглобулинопдобный домен, и во многих случаях CaaX бокс на С-конце, который подвергается изопренилированию и карбоксиметилированию (ламин С не имеет СааX бокса). Ламин А подвергается дальнейшей посттрансляционной модификации, в ходе которой удаляются 15 последних аминокислот, включая фарнезилированный цистеин.
Ламины А и С формируют гомодимеры, объединяются «головой к хвосту».
В процессе митоза ламины фосфорилируются митоз-стимулирующим фактором (МСФ), при этом происходит дезинтеграция ламинов и оболочки ядра. После сегрегации хромосом дефосфолирование ядерных ламинов обеспечивает сборку ядерной оболочки.